# Gozhdorazhdë
Gozhdorazhdë – wieś położona w południowo-wschodniej części Albanii w gminie Barmash. Wieś znajduje się 137 kilometrów od stolicy państwa, Tirany.